# Michael Haaß
Michael Haaß (* 12. Dezember 1983 in Essen) ist ein deutscher Handballtrainer. Als Handballspieler lief er auf der Position Rückraum Mitte auf.

## Vereinskarriere
Der 1,94 m große Haaß begann mit zehn Jahren mit dem Handball. Ab 1993 spielte er beim TUSEM Essen, für dessen Bundesligamannschaft er ab 2001 auflief. Mit dem TUSEM gewann Haaß 2005 den EHF-Pokal. Anschließend wechselte er zur HSG Düsseldorf; im darauf folgenden Jahr spielte er bei den Rhein-Neckar Löwen und danach von 2007 bis 2009 bei GWD Minden. Von 2009 bis 2013 stand Michael Haaß bei Frisch Auf Göppingen unter Vertrag. Mit Göppingen gewann er 2011 und 2012 erneut den EHF-Pokal. Ab der Saison 2013/14 spielte er für den SC Magdeburg. Zur Saison 2016/17 wechselte Haaß zum fränkischen HC Erlangen.

## Nationalmannschaft
2006 gab Michael Haaß sein Debüt in der Nationalmannschaft, mit der er die Weltmeisterschaft 2007 gewann. Für diesen Triumph wurde er mit dem Silbernen Lorbeerblatt ausgezeichnet.

## Trainer
Zu Beginn der Saison 2019/20 war er als Co-Trainer der Erlanger A-Jugend tätig. Nachdem der HC Erlangen am 28. Februar 2020 seinen Trainer entlassen hatte, übernahm er gemeinsam mit Kevin Schmidt das Traineramt. Ab der Saison 2020/21 trug Haaß die alleinige Verantwortung beim HC Erlangen. Im Januar 2022 wurde sein Vertrag mit dem HC Erlangen vorzeitig aufgelöst. Ab der Saison 2022/23 trainierte er den Zweitligisten TuS N-Lübbecke. Nach einem Saisonstart von zwei Punkten aus vier Spielen wurde Haaß im September 2024 von seinen Aufgaben entbunden.
Im August 2021 schloss er in der Sportschule Hennef die B-/C-Trainer-Kurzausbildung des Deutschen Handballbundes für ehemalige und aktuelle Profis ab.

## Erfolge
- 2005: EHF-Pokalsieger (TUSEM Essen)
- 2007: DHB-Pokalfinalist (Rhein-Neckar Löwen)
- 2007: Handball-Weltmeister
- 2011: EHF-Pokalsieger (Frisch Auf Göppingen)
- 2012: EHF-Pokalsieger (Frisch Auf Göppingen)
- 2016: DHB-Pokalsieger (SC Magdeburg)
- 552 Bundesligaspiele, 1211 Bundesligatore

## Sonstiges
Beim Handball ist er Rechtshänder, schreibt aber mit der linken Hand. Haaß ist verheiratet und Student der Elektrotechnik.